# Colobothea regularis
Colobothea regularis är en skalbaggsart som beskrevs av Bates 1881. Colobothea regularis ingår i släktet Colobothea och familjen långhorningar. Inga underarter finns listade i Catalogue of Life.